# گنجه (فریدن)
پیش گفتار درباره تاریخ گنجه و مجموعه اتفاقاتی که در این روستای تاریخی افتاده نشان از اصالت افراد و همچنین فرهنگ غنی مردمان این روستا دارد بنابر داستان ها و افسانه هایی که وجود دارد این روستای تاریخی در راه عبور و مرور تاجران بوده و به همین دلیل تاجرانی که از این مکان عبور می کردند از بین آنکه ثروتشان را راهزنان از آنان نگیرند سکه ها و گنجینه های خود را در این مکان پنهان می کردند و به خاطر همین این روستا دارای آثار تاریخی فراوانی است تپه ای که در مرکز و جنب مسجد این روستا قرار دارد بسیار پیشینه تاریخیه بالایی دارد که گفته می شود این تپه دست ساز در دوره حمله مغول به ایران ساخته شده است گویا این تپه پناهگاه مردم این روستا در برابر مهاجمان مغول بوده که داخل این تپه یک تونل طولانی و جود داشته که مردم در آن خود را پنهان کرده بوده اند و همچنین درباره قبرستان این روستا که از بزرگترین قبرستان ها و تاریخی ترین قبرستان های این منطقه است می توان گفت سنگ قبر های بسیار با قدمت بالایی وجود داشته که به عهد سلجوقی بر می گشته است که اینطور که از ساکنان سوال شده به سرقت رفته اند مردمان این روستا در طول تاریخ نشان داده اند که از کشور خود با جان و مال خود دفاع می کنند به طوری که اولین شهید فریدن از این روستای شهید پرور است که نام او شهید علی اصغر نظری فرزند مرحوم حاج زمان نظری است امیدوارم این اطلاعات برای شما مفید باشد
روستای گنجه شهرستان فریدن با جمعیت ۹۰۰ نفر در فاصله ۱۲ کیلومتری شمال غربی شهر داران در دهستان ورزق و در جوار روستاهای چهلخانه بادجان نهرخلج  قرار دارد، مردم این روستا به زبان ترکی تکلم میکنند.